# Dschihad Makdissi
Dschihad Makdissi (arabisch جهاد مقدسي) ist ein syrischer Diplomat, der von 1998 bis 2012 Sprecher des Außenministeriums war. Er entstammt der christlichen Minderheit von Damaskus.

## Biographie
Dschihad Makdissi ging auf das Gymnasium an-Nur in Damaskus. Er erhielt 2009 seinen Master in Diplomatie und Forschung an der Universität Westminster im Vereinigten Königreich.
Makdissi arbeitete zehn Jahre lang in der syrischen Botschaft in London. Er kehrte während des Syrischen Bürgerkrieges zurück, um Sprecher des Ministeriums für Auswärtige Angelegenheiten unter der Präsidentschaft Baschar al-Assads zu werden.
Er blieb in diesem Amt bis zu seiner Abwendung von der Baath-Regierung Assads am 30. November 2012 und reiste in die Vereinigten Staaten aus.